# ジオデシック・ドーム

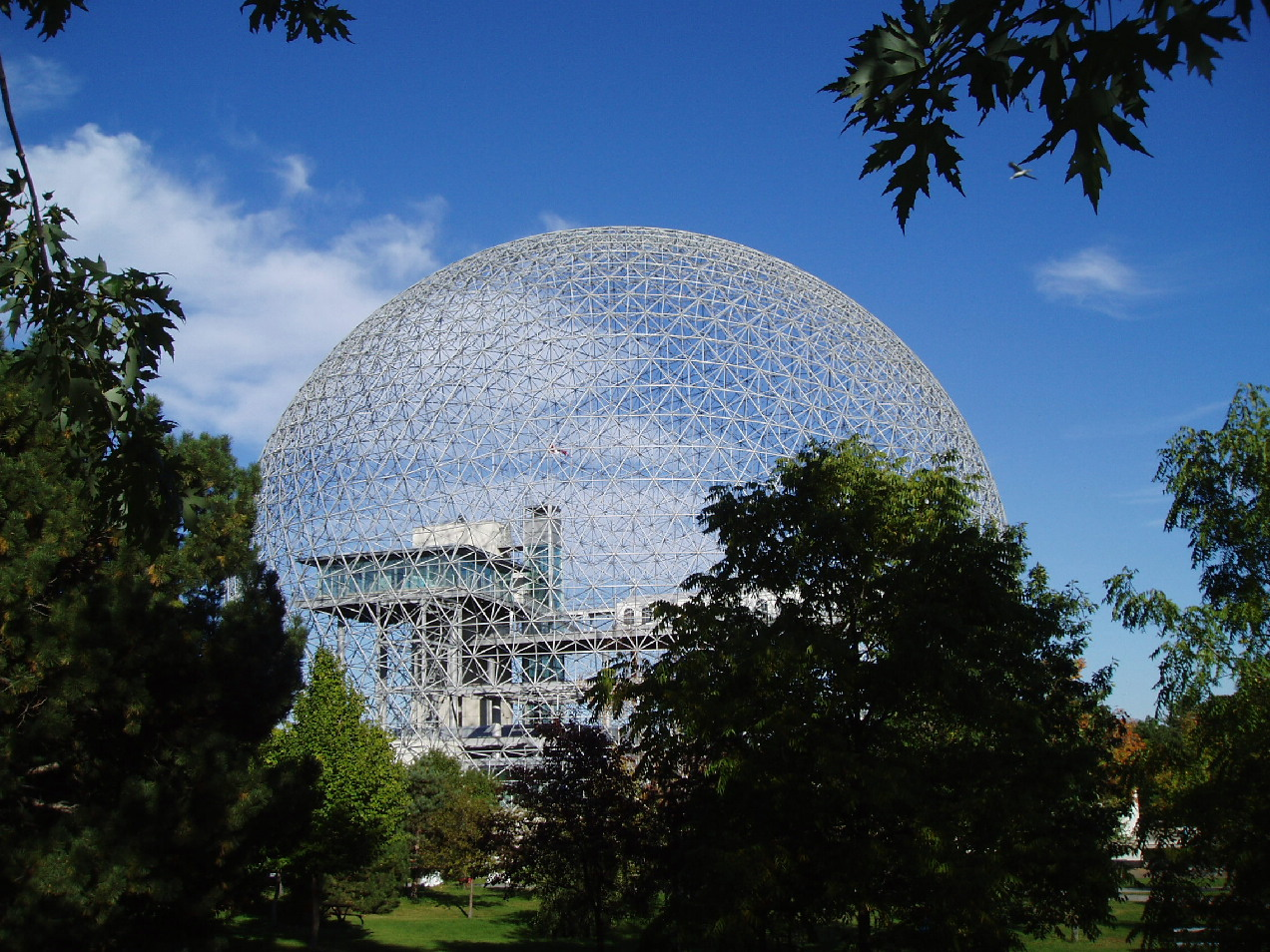
モントリオール・バイオスフィア、もとモントリオール万博アメリカ館

ジオデシック・ドームは、球に近い正多面体である正十二面体ないし正二十面体、あるいは半正多面体の切頂二十面体を、さらに対称性をできるだけ持たせながら正三角形に近い三角形で細分割し、球面をその測地線（ジオデシック）ないし測地線を近似する線分の集まりで構成したドーム。特に、そのような構造を均質な構造材を多数並べることによってくみ上げたドーム状構造物である。ジオデシックを訳して測地線ドーム、考案者の名からフラードームとも呼ばれる。

## 概要
バックミンスター・フラーによって1947年に考案された。似たような構造で作られたドームはそれ以前にもいくつかあるが、フラーは線分で構成することを考案し、特許が認められた。しかし、今日では一般にその他の構造のものも指してジオデシック・ドームとされている。フラー自身、曲線でも実験している。
建築物として残っている最も古いものは、1953年にフォード・モーターが創立50年記念に建築したロトンダ・ドームである。1967年のモントリオール万国博覧会のアメリカ館などが有名である。
1970年代以降、個人レベルで木造三角パネルやフレームを組み合わせて数多くが建てられた。しかし、個人レベルでは施工が難しく、雨漏りが発生しやすい。

## 施工例
- 富士山レーダー
- なにわの海の時空館

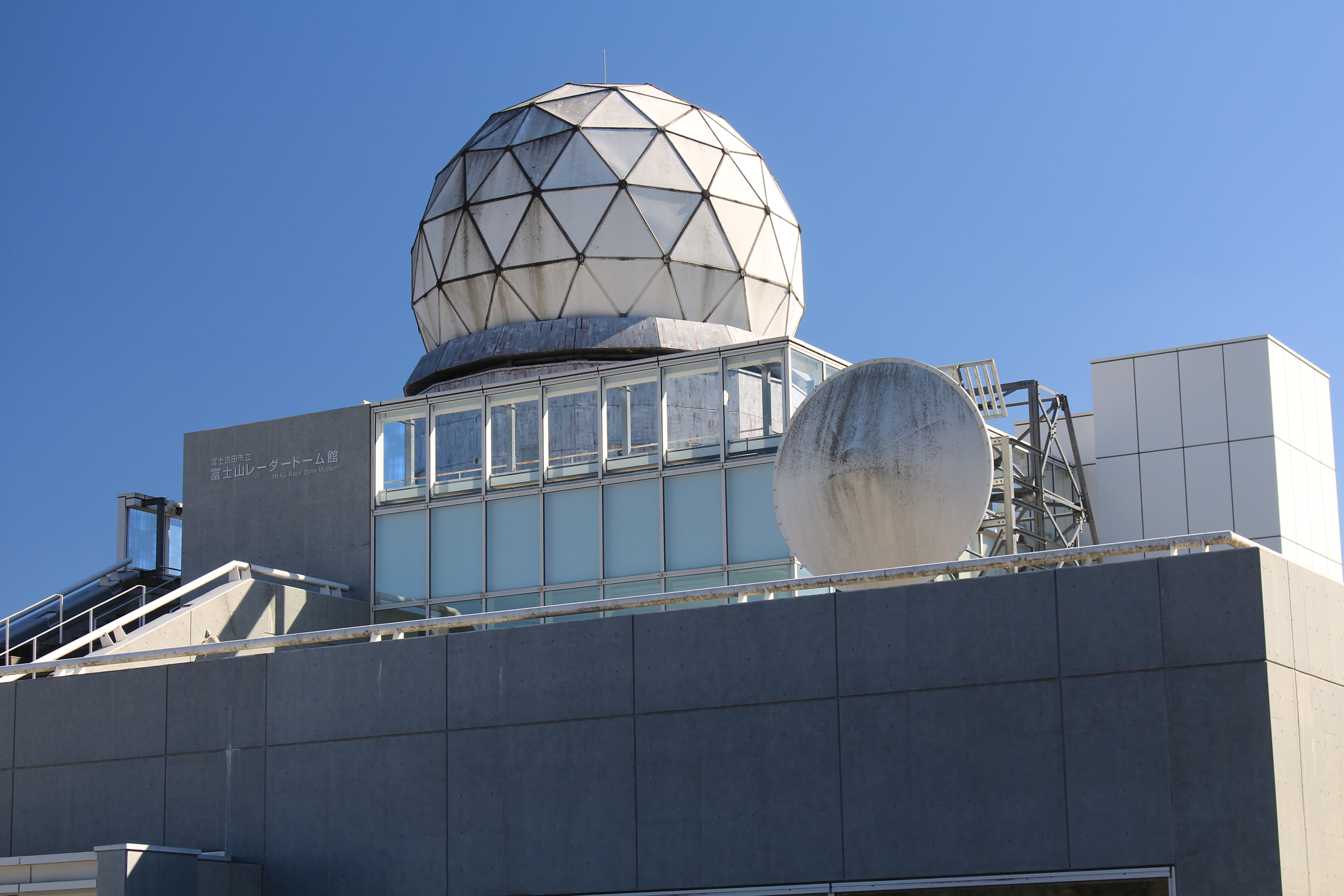
富士山レーダードーム館へ移設された富士山レーダーのレドーム

- 東京よみうりカントリークラブ - 1987年までのクラブハウス。